# تمرايوك
تمرايوك (بالروسية: Темрюк) هي إحدى مدن روسيا في الكيان الفدرالي الروسي كراسنودار كراي.

## أعلام
- ديمتري بروج